# Fuþark młodszy

Fuþark młodszy wraz z transkrypcją znaków. W górnym rzędzie forma długogałązkowa, w środkowym krótkogałązkowa

Fuþark (Futhark)  młodszy – forma alfabetu runicznego używana w Skandynawii epoki wikingów.
Fuþark młodszy wyewoluował około 800 roku z fuþarku starszego, w toku przekształceń które doprowadziły do redukcji liczby liter z 24 do 16. Fuþark młodszy zachował pierwotny układ znaków i ich podział na trzy grupy, z grupy pierwszej usunięto jednak dwie ostatnie runy, a z drugiej i trzeciej po trzy. Poza runą ᚢ doszło do redukcji znaków posiadających dwa pnie, ujednolicono też rozmiary run poprzez usunięcie lub przekształcenie run pozbawionych pnia. Dokładne tło przekształceń, które doprowadziły do powstania młodszej formy fuþarku, nie są znane. Przypuszcza się, że mogły być one spowodowane postępującą dialektyzacją języka pragermańskiego, ujednoliceniem grafii znaków lub też sprzężeniem obydwu tych czynników. Z drugiej strony zagadkowa pozostaje mocno konserwatywna forma fuþarku młodszego, który usuwając część pierwotnych liter nie wprowadził żadnych nowych do oznaczenia nowych głosek. Nastręcza to sporo trudności przy odczytywaniu inskrypcji, ta sama runa może bowiem oznaczać w zależności od kontekstu użycia spółgłoskę dźwięczną lub bezdźwięczną (np. ᛒ b lub p) bądź też kilka różnych samogłosek (np. ᚢ u, o, y lub ö). W celu ułatwienia odczytu runy opatrywano niekiedy dodatkowymi kropkami pełniącymi rolę znaków diakrytycznych.
Fuþark młodszy istniał w dwóch zasadniczych odmianach: duńskiej (tzw. długogałązkowej) i szwedzko-norweskiej (tzw. krótkogałązkowej). Dostosowany do rycia w drewnie fuþark krótkogałązkowy ze względu na nietrwałość materiału zachował się w mniejszej ilości zabytków niż ryty w kamieniu fuþark długogałązkowy. Spora część inskrypcji zawiera mieszankę obydwu odmian pisma.

## Runy
Znaki fuþarku młodszego wraz z możliwymi wartościami fonetycznymi:
| Runa | Wartość fonetyczna |
| ---- | ------------------ |
| ᚠ    | f                  |
| ᚢ    | u/v/w, y, o, ø     |
| ᚦ    | þ, ð               |
| ᚬ    | ą, o, æ            |
| ᚱ    | r                  |
| ᚴ    | k, g               |
| ᚼ    | h                  |
| ᚾ    | n                  |
| ᛁ    | i, e               |
| ᛅ    | a, æ               |
| ᛋ    | s                  |
| ᛏ    | t, d               |
| ᛒ    | b, p               |
| ᛘ    | m                  |
| ᛚ    | l                  |
| ᛦ    | ʀ                  |